# O'Higgins (departamento)
O'Higgins é um departamento da Argentina, localizado na província do Chaco.